# Togoniéré
Togoniéré est une localité située au nord de la Côte d'Ivoire et appartenant au département de Ferkessédougou, dans la région du Tchologo.

## Démographie

### Langue et population
Les principales langues parlées sont : le Palaka, le Niarafolo et le Longôh. On y rencontre des allogènes Lobi, et Congolais, des Peulhs nomades Maliens et Burkinabés éleveurs, des Mauritaniens qui cohabitent pacifiquement avec les autochtones Palaka. Les Palaka font partie du sous-groupe Sénoufo et du grand groupe Voltaïque.

## Milieu Physique

### Le relief
Le relief est très peu accidenté. On y rencontre des plateaux avec des bosses latéritiques, des plaines avec des vallées étroites et peu profondes. 

### La végétation
On rencontre la savane arborée, la végétation est composée d’arbustes nains et dominée par les bois de karité et de néré. Les bas-fonds sont couverts uniquement d’herbes.

### Les sols
Les sols sont sableux, sablo-gravillonnaires, latéritiques sur les côtes argilo-sableuses dans les bas-fonds. Quant au sous-sol, on note la présence d’indice de minéraux (or, diamant, etc).

### Le climat
Le climat est de type soudano-guinéen avec deux saisons marquées :
- Une grande saison sèche de mi-octobre à mi-mai ;
- Une saison de pluie de mi-mai à mi-octobre

Le climat est chaud et sec avec une période d’harmattan allant généralement de décembre à février.  

### La faune
La faune est dominée en majorité par les lapins, les gazelles, les biches,  les aulacodes, les phacochères, les pintades sauvages et les perdrix. 

### l'hydrographie
La sous-préfecture dispose de cours d’eau qui serpentent dans toute la région.

## Activités économiques

### Activité agro-pastorales
La sous-préfecture est un territoire propice à l’agriculture vivrière (riz, mil, maïs) et aux cultures de rente telles que la coton-culture, les cultures de la noix de cajou et de la mangue.

### Système de culture
La population pratique la culture itinérante sur brûlis. Les cultures pérennes sont en association avec les cultures vivrières. 

### Système de production
Le peuple palaka pratique le système traditionnel de production avec du matériel rudimentaire (dabas, machettes, houes, etc.). Quelques exploitants agricoles utilisent le système de culture attelée. Cependant, des cadres de la sous-préfecture possèdent des engins et pratiquent une agriculture extensive.

### Autres activités

#### Artisanat
On rencontre les forgerons qui fabriquent des houes, des dabas, des couteaux, etc.

#### La chasse
Elle se pratique en saison de pluie et surtout en saison sèche avec comme acteurs principaux les “chasseurs traditionnels“ communément appelés dozo.

#### Commercialisation des produits agricoles
La commercialisation des produits agricoles (anacarde, coton, igname, maïs, élevages, etc.) se fait de manière anarchique. Les produits agricoles sont vendus pêle-mêle à des acheteurs venant de partout (Ivoiriens, Burkinabé, Maliens, etc.…) en période de pointe de production.